# Caçarilhe
Caçarilhe ist ein Ort und eine ehemalige Gemeinde (Freguesia) im portugiesischen Kreis Celorico de Basto. Die Gemeinde hatte 465 Einwohner (Stand 30. Juni 2011).
Am 29. September 2013 wurden die Gemeinden Caçarilhe und Infesta zur neuen Gemeinde União das Freguesias de Caçarilhe e Infesta zusammengeschlossen. Caçarilhe ist Sitz dieser neu gebildeten Gemeinde.